# 莫斯科大公国
莫斯科大公國（羅馬化：Velikoye Knyazhestvo Moskovskoye）是一個以莫斯科為中心的中世紀俄羅斯政權，存續時間為1283年至1547年。莫斯科公國原本是隸屬於金帳汗國的一個附庸國，於1480年推翻金帳汗國統治。
莫斯科公國最初的領土範圍是今天的俄國西北部，為一內陸國，但從蒙古帝國金帳汗國手中成功奪取大量領土以後，便宣稱為它的繼承者，其後亦宣稱為東羅馬帝國的繼承者，自詡為「第三羅馬」。

## 起源
當蒙古帝国入侵基輔羅斯的時候，莫斯科還僅僅是诺夫哥罗德公国一個不起眼的邊陲小鎮。儘管蒙古帝国军队於1238年冬焚燒並在1293年劫掠了這座小鎮，但由於莫斯科的偏遠及複雜的森林地形，讓它一定程度上减缓了蒙古人的攻擊和佔領。加上數條流向波羅的海，黑海及高加索地區的河流，讓這座小城得以漸漸發展起來。
莫斯科公國得以最終發展成國家形態，最重要的因素還是一連串既有野心，又有實力和運氣的王公統治者。莫斯科公國第一位統治者丹尼爾·亞歷山德羅維奇，是諾夫哥羅德公國大公亞歷山大·涅夫斯基的幼子。他奪取了科洛姆納，又繼承了佩列斯拉夫爾-扎列斯基，從而擴大了公國的疆土。丹尼爾之子，尤里·丹尼洛维奇，控制了整個莫斯科河盆地，並向西發展至莫扎伊斯克。他接著和羅斯王公的主人蒙古金帳汗國的月即別結成同盟，並迎娶大汗的妹妹，隨即宣稱成為諾夫哥羅德大公，允許他藉此干涉諾夫哥羅德公國的事務。

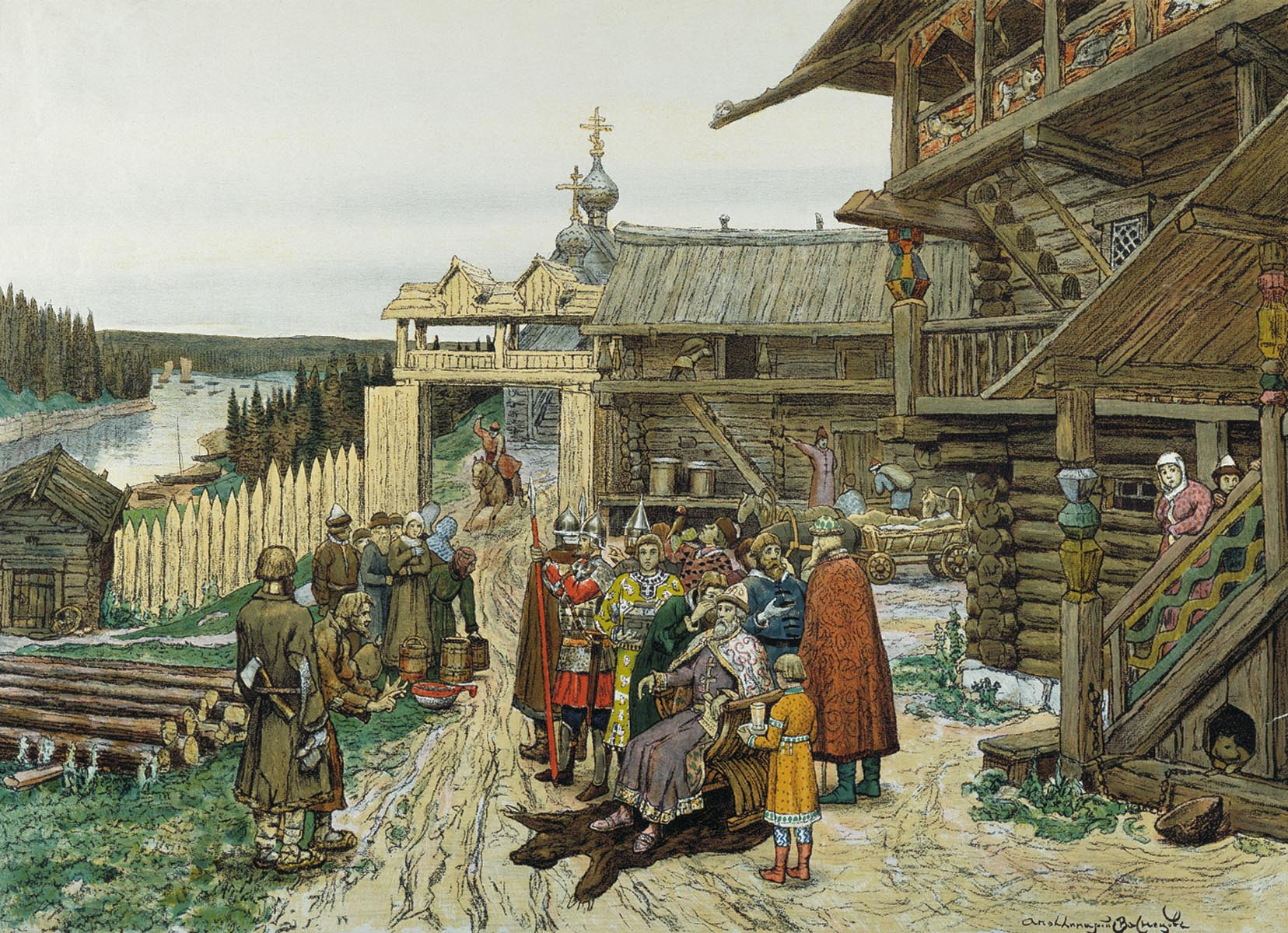
在丹尼爾的時代，莫斯科不過是俄羅斯中部無邊的森林中的一座木造小城

尤里·丹尼洛维奇的繼承者，伊凡一世（於1325－1340年在位）和金帳汗國保持良好關係並得到了弗拉基米尔大公的頭銜，藉此擁有向其他羅斯的公國收取貢獻和稅金的權力。和金帳汗國的關係也為伊凡的擴張提供了機會，特別是針對北方的特維爾，該城市於1327年反抗蒙古人的統治，而這次叛亂被金帳汗國和莫斯科联合镇压。伊凡一世被認為是當代羅斯最富有的人，他亦因此得到「卡利塔」（意為「錢袋」）的稱號。他運用財富向其他公國購買更多的领地，並支援了莫斯科克里姆林宮的建設。1327年，東正教的都主教彼得由基輔遷移至莫斯科，進一步提升了這個新興公國的威望。

## 成為強權
伊凡的繼承人持續不斷地擴張莫斯科公国的领地，人口和財富。擴張的過程中無可避免與西鄰的立陶宛大公国發生利益衝突。立陶宛人渴望壓倒東斯拉夫人和他們所信仰的東正教。立陶宛大公国大公阿爾基爾達斯與特維爾聯姻並結成同盟，於1368年、1370年和1372年三次遠征莫斯科，但未能攻下這座城市。處於莫斯科和維爾紐斯之間的城市斯摩稜斯克成為雙方爭奪重點。

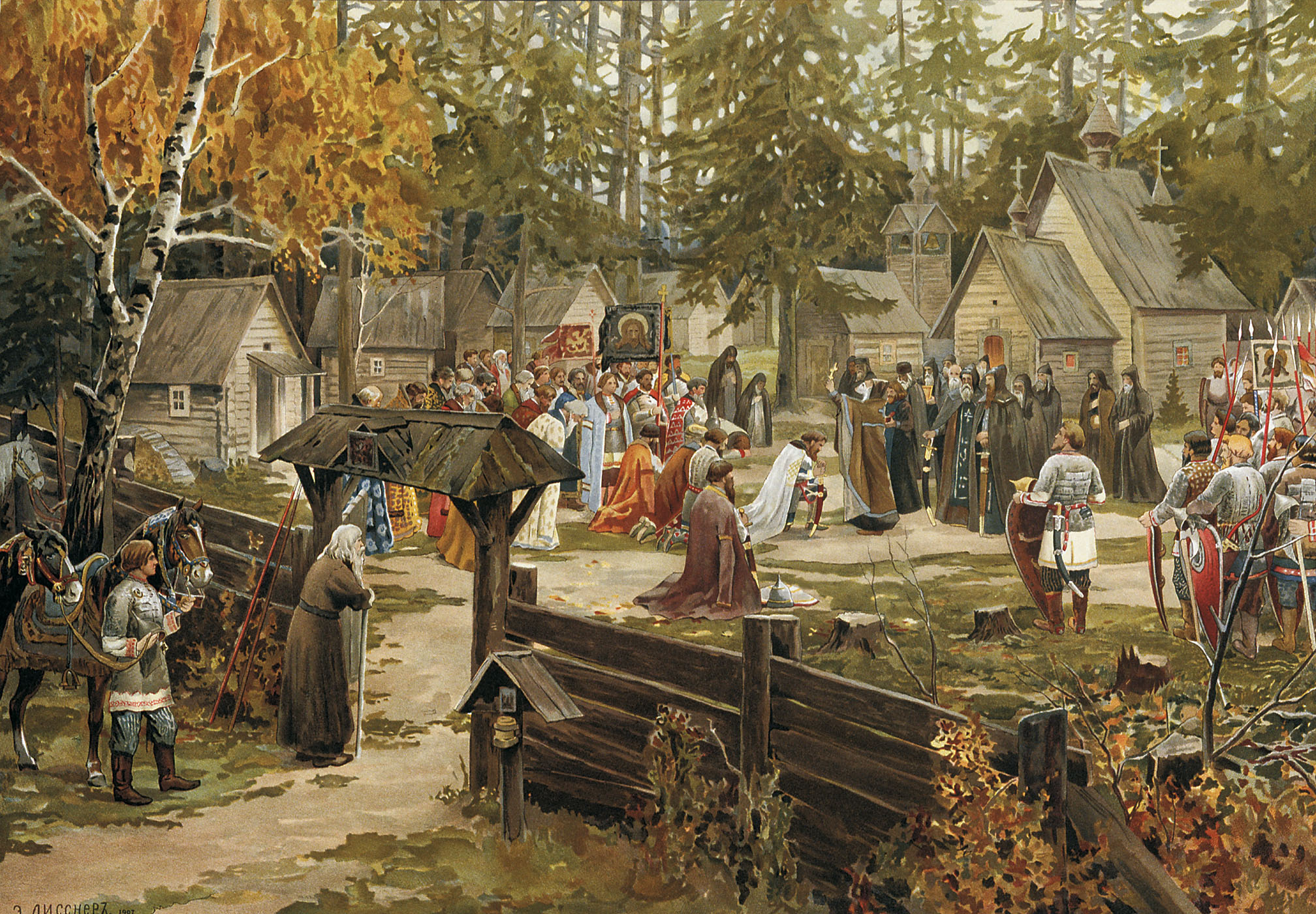
教士謝爾蓋·拉多涅日斯基在庫里科沃之戰前祝福大公德米特里·頓斯科伊

1348－1349年，國家及王族受到黑死病的嚴重打擊。德米特里·伊凡諾維奇九歲的時候父母雙亡，大公之位落入他的遠房親戚蘇茲達爾的德米特里手中。由於受到立陶宛大公国的異教徒和穆斯林部落的包圍，德米特里決定和俄羅斯東正教結成同盟。當時俄羅斯東正教正因為教士謝爾蓋·拉多涅日斯基的改革勢力漸漸增長。
在亞歷塞斯都主教的教導和影響下，德米特里自認為東正教的保護者，有使命聯合混戰中的羅斯諸公國對抗金帳汗國。他挑戰金帳汗的權威，並在1380年於庫利科沃会战中大破馬麥汗的軍隊。儘管這場戰爭的勝果於數年後便因為脫脫迷失的遠征而抵消，但他成功洗刷了莫斯科公國一直以來向蒙古族獻媚的形象。1389年，德米特里在沒有金帳汗的允許下把大公之位傳給兒子瓦西里一世。瓦西里一世（1389－1425年在位）繼續了他父親的政策，而在被帖木尔攻擊後，他停止了向大汗納稅。1472年，因莫斯科大公國抗稅，大汗阿合馬率兵征討，結果失敗，失去對大公國的控制。1476年莫斯科大公伊凡三世拒绝向金帐汗国交纳年贡。1480年，金帐汗国大汗阿赫马德率军试图强渡乌格拉河未果，在乌格拉河畔和大公國對峙，史稱乌格拉河对峙，而後於該年10月至11月之间，蒙古军队未采取坚决行动并撤退。这次作战行动结束了蒙古鞑靼人的统治地位。

## 王室組織

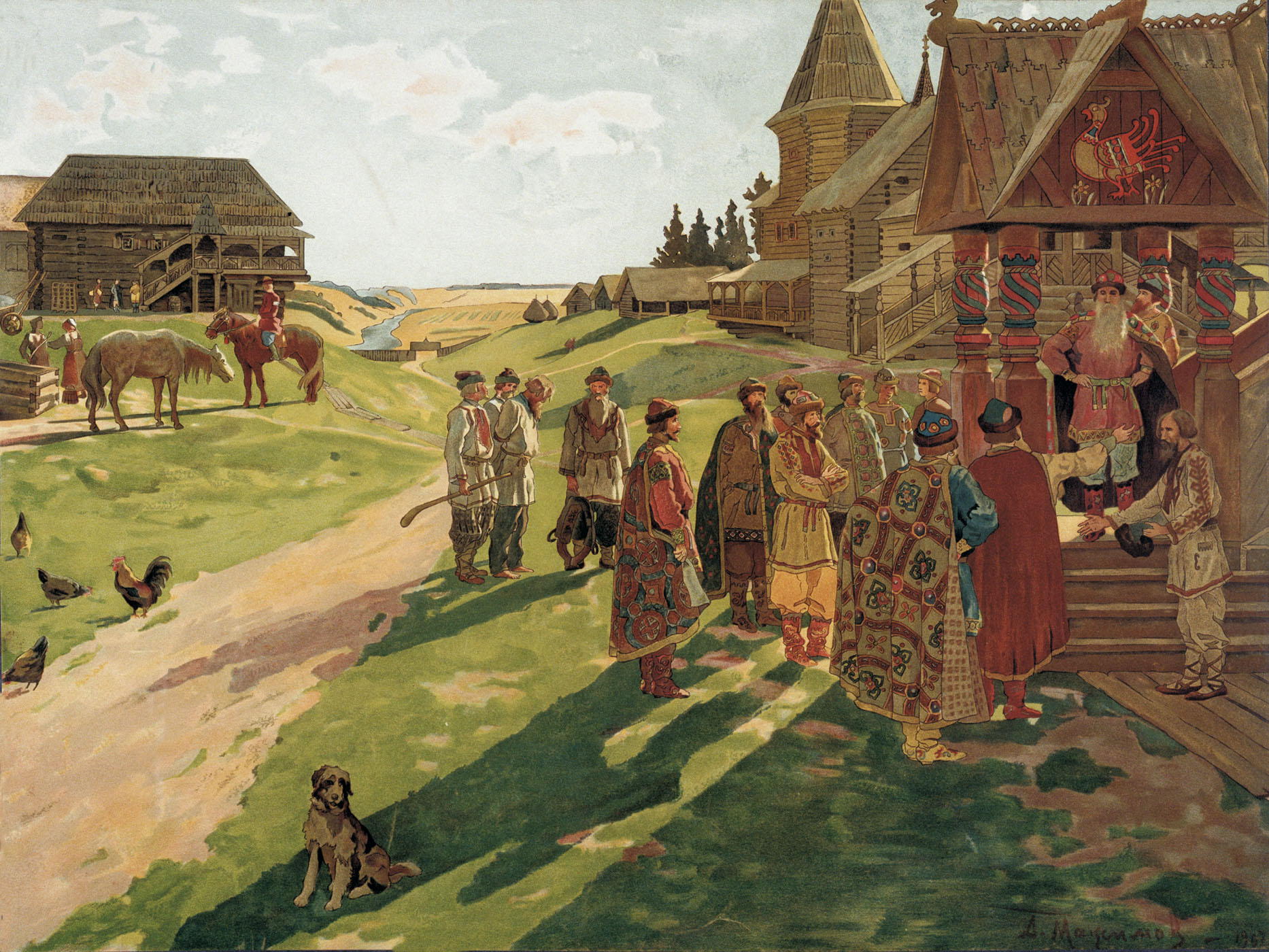
一個中世紀的俄羅斯王家莊園

莫斯科王公們的王室組織把繼承自基輔羅斯慶典與習俗和來自东罗马帝國與蒙古金帳汗國的慶典與習俗結合起來。例如：
- 留里克王朝的王公於奥卡河上游诸公国、蘇茲達爾、羅斯托夫、雅羅斯拉夫爾等地，在他們統治公國的繼承權被併入莫斯科公國以後，繼續住在莫斯科。

## 擴展閱讀
1. Romaniello, Matthew. . Nationalities Papers. September 2006, 34 (4): 447–469. doi:10.1080/00905990600842049.